# Verwaltungsgemeinschaft Aßling

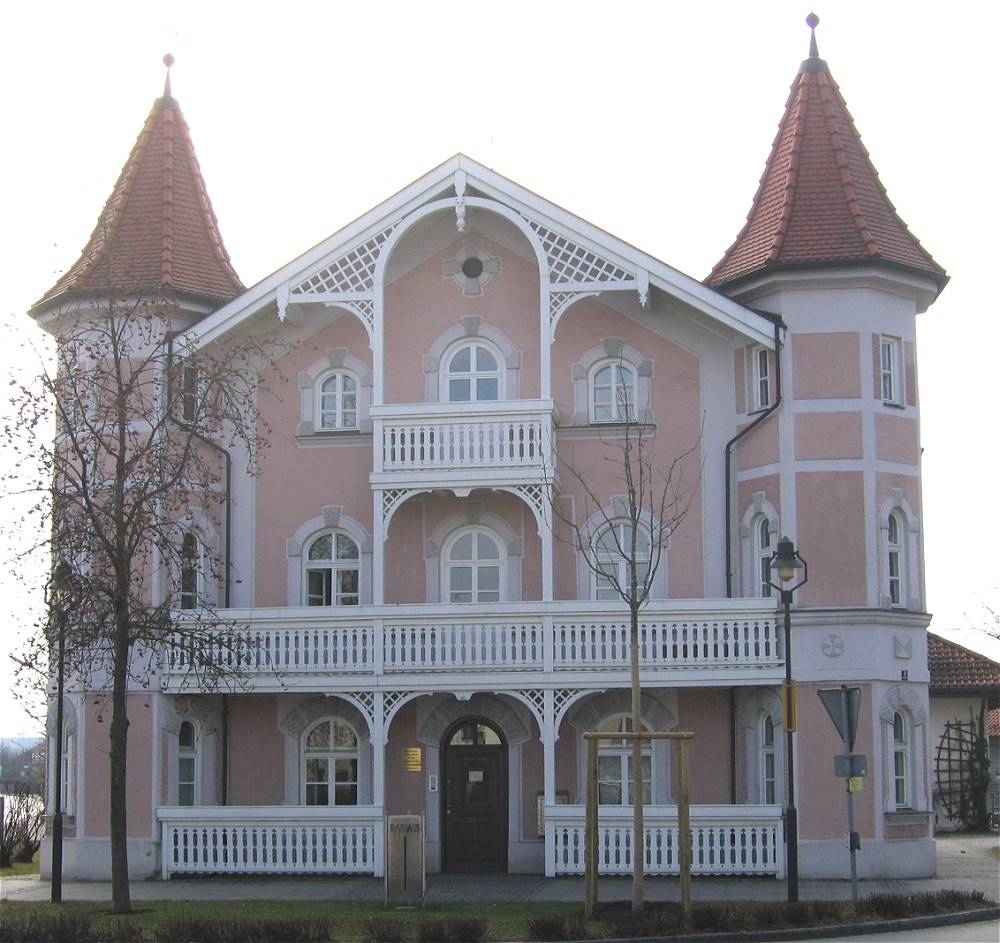
Das Rathaus Aßling, Sitz der Verwaltungsgemeinschaft

Die Verwaltungsgemeinschaft Aßling liegt im oberbayerischen Landkreis Ebersberg und wird von folgenden Gemeinden gebildet:
1. Aßling, 4546 Einwohner, 31,37 km²
2. Emmering, 1436 Einwohner, 17,23 km²
3. Frauenneuharting, 1552 Einwohner, 22,69 km²

Sitz der Verwaltungsgemeinschaft ist Aßling.